# Chelonistele dentifera
Chelonistele dentifera är en orkidéart som beskrevs av De Vogel. Chelonistele dentifera ingår i släktet Chelonistele och familjen orkidéer. Inga underarter finns listade i Catalogue of Life.